# Cape Canaveral Air Force Station Space Launch Complex 40

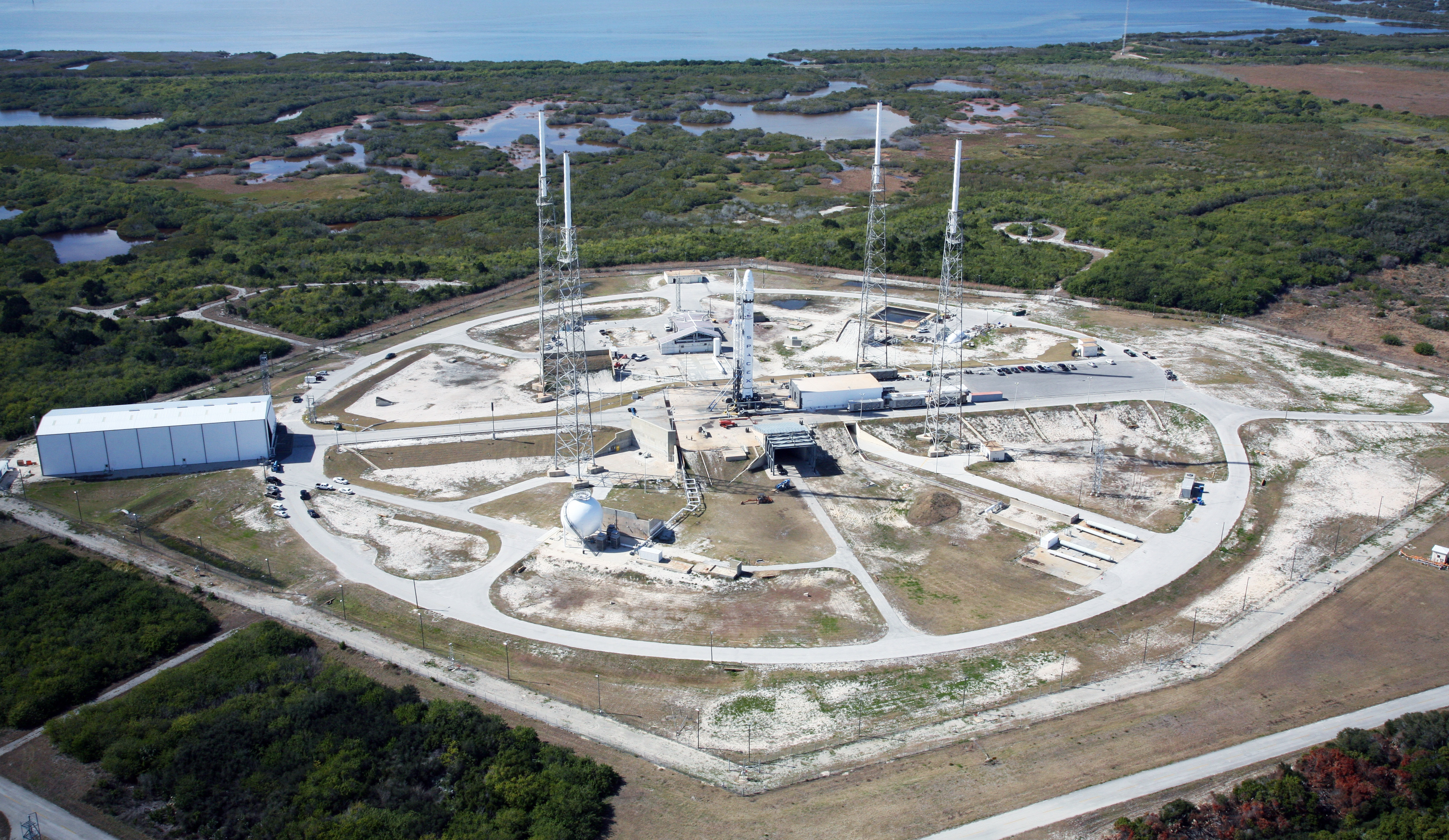
SLC-40 i februari 2010 med Falcon 9 v1.0-raket med Dragon Spacecraft Qualification Unit

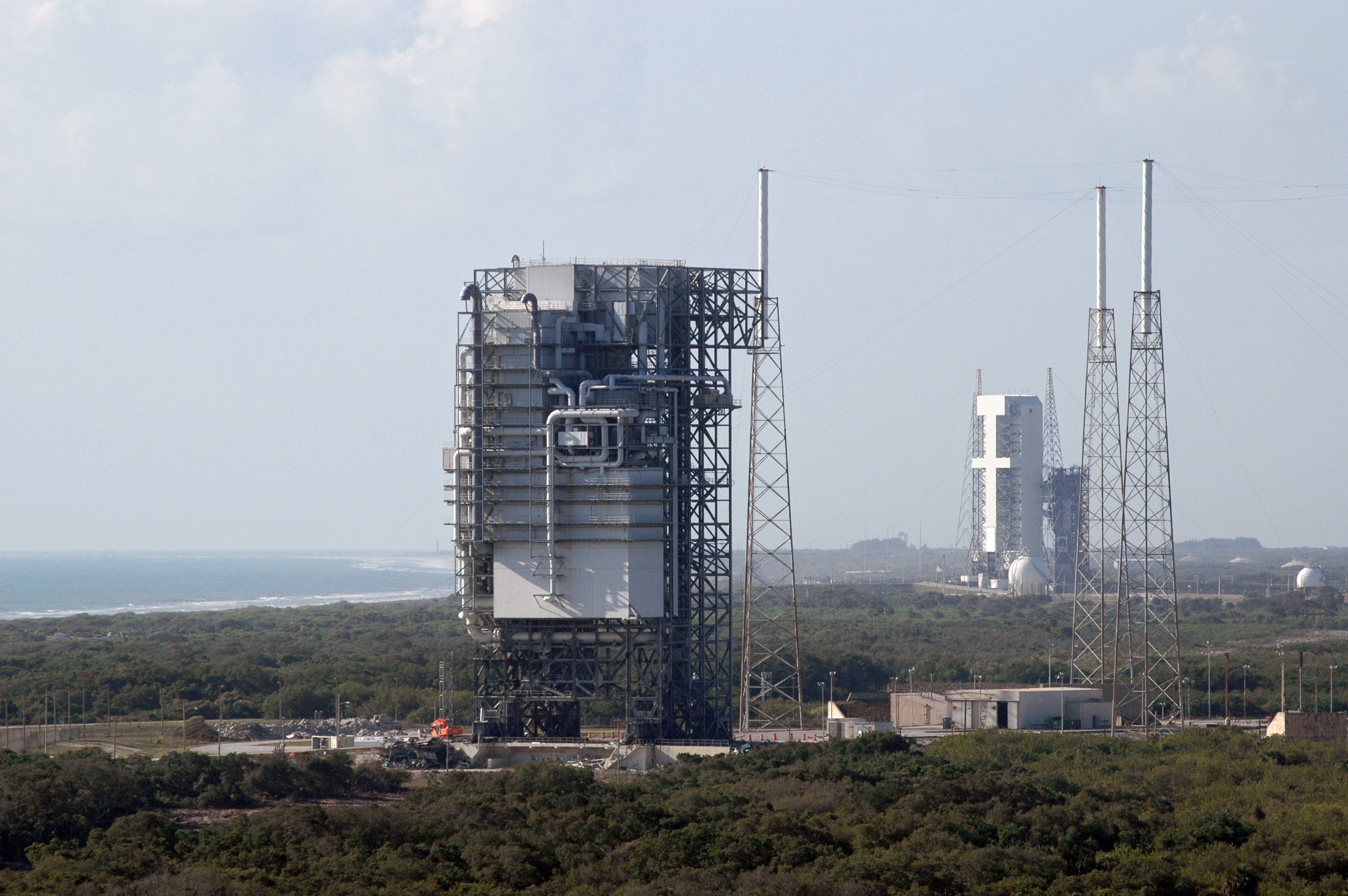
SLC-40 i april 2008 med utrustning för uppskjutning av Titan IV-raketer

Cape Canaveral Air Force Station Space Launch Complex 40 (SLC-40), tidigare Launch Complex 40 (LC-40) är en startplatta för raketer som ligger vid den norra änden av Cape Canaveral, Florida.
Startplattan användes av United States Air Force för 55 uppskjutningar av Titan III och Titan IV mellan 1965 och 2005.
Sedan 2007 hyr det amerikanska flygvapnet ut komplexet till SpaceX för starter av Falcon 9-raketer.

## Olycka
Den 1 september 2016 skadades anläggningen svårt då en Falcon 9-raket exploderade på startplattan.
Efter reparationer och ombyggnation kunde man återuppta uppskjutningar från anläggningen den 15 december 2017.